# Bőti János
Bőti János (1893. – ?) válogatott labdarúgó, csatár, balszélső.

## Pályafutása

### Klubcsapatban
A Törekvés labdarúgója volt, ahol egy bajnoki bronzérmet szerzett a csapattal. Gyors, szélvész szélső csatár volt. Mindkét lábbal jól bánt a labdával, ezért mindkét szélen megfelelő teljesítményt nyújtott.

### A válogatottban
1914-ben két alkalommal szerepelt a magyar labdarúgó-válogatottban.

## Sikerei, díjai
- Magyar bajnokság
  - 3.: 1913–14

## Statisztika

### Mérkőzései a válogatottban
| Magyarország | Magyarország     | Magyarország              | Magyarország | Magyarország | Magyarország | Magyarország | Magyarország | Magyarország |
| #            | Dátum            | Helyszín                  | Hazai        | Eredmény     | Vendég       | Kiírás       | Gólok        | Esemény      |
| ------------ | ---------------- | ------------------------- | ------------ | ------------ | ------------ | ------------ | ------------ | ------------ |
| 1.           | 1914. június 19. | Stockholm, Råsunda        | Svédország   | 1 – 5        | Magyarország | barátságos   | -            |              |
| 2.           | 1914. október 4. | Budapest, Üllői úti pálya | Magyarország | 2 – 2        | Ausztria     | barátságos   | -            |              |
|              | Összesen         |                           |              | 2            | mérkőzés     |              | 0            | gól          |